# Тришин, Аким Алексеевич
Аким Алексеевич Три́шин (род. 16 августа 1999, Москва) — российский хоккеист, защитник.

## Клубная карьера
Тришин начал заниматься хоккеем в школе московского «Динамо», а позже перебрался в школу «Спартака». Принимал участие в Открытом Чемпионате Москвы среди юношей своей возрастной категории, а также играл на первенстве России среди юниоров.
В сезоне 2016/2017 дебютировал на профессиональном уровне в составе «МХК Спартак». Принимал участие в матчах Кубка вызова МХЛ в 2017 и 2018 годах. В сезоне 2017/2018 дебютировал в ВХЛ в составе фарм-клуба «Спартака» — воскресенского «Химика». В сезоне 2019/2020 Аким Тришин дебютировал в матче КХЛ 10 сентября 2019 года за «Спартак» против омского «Авангарда». 20 декабря 2019 года, в матче против ХК «Сочи» забросил свою первую шайбу в лиге. Был признан лучшим новичком лиги в декабре месяце. Всего, в своём дебютном сезоне в КХЛ, провёл на льду 55 матчей, а также принял участие в 6 играх плей-офф.
30 июня 2022 года в результате обмена стал игроком «Лады». Сезон 2023/24 провёл в ХК «Тамбов», с сезона 2024/25 — в «Сочи».

## Карьера в сборной
Начал привлекаться в состав молодёжной сборной России в 2018 году. Выступал за команду «красных» на международном турнире «Кубок Чёрного моря», проходившем в Сочи с 26 по 28 мая 2018 года. В феврале 2020 года впервые попал в состав олимпийской сборной России и принял участие в традиционном турнире Kaufland Cup в словацком Попраде.

## Достижения
- Участник матчей звёзд МХЛ и обладатель Кубка вызова в 2017 и 2018 годах